# Унитиол
«Унитиол» (дитиолпропансульфонат натрия) — дезинтоксикационное лекарственное средство, сходное с димеркапролом. Как и димеркапрол, он имеет две готовые к вступлению в связь сульфгидрильные группы (—SH), которые образуют достаточно устойчивый комплекс с тяжёлыми металлами, тем самым создавая эффект противоядия. Используется как антидот при отравлениях соединениями мышьяка и солями тяжелых металлов, связывание которых приводит к восстановлению функции поражённых ферментных систем организма.
Тот же механизм действия проявляется при лечении унитиолом гепатоцеребральной дистрофии (болезнь Вильсона — Коновалова), при которой, в числе прочего, имеются нарушения обмена меди и её накопление в подкорковых ядрах головного мозга. Кроме того, унитиол используется и при некоторых других отравлениях и заболеваниях.
По сравнению с димеркапролом препарат менее токсичен, а хорошая растворимость в воде делает его более удобным для применения и обеспечивает быстрое всасывание (димеркапрол мало растворим в воде и вводится внутримышечно в виде масляных растворов).
Унитиол входит в перечень жизненно необходимых и важнейших лекарственных препаратов.

## Показания
Острые и хронические отравления органическими и неорганическими соединениями мышьяка, ртути, золота, хрома, кадмия, кобальта, меди, цинка, никеля, висмута, сурьмы; интоксикация сердечными гликозидами, гепатоцеребральная дистрофия (болезнь Вильсона — Коновалова), хронический алкоголизм.
Применение унитиола при острых отравлениях не исключает других лечебных мероприятий (промывание желудка, вдыхание кислорода, введение глюкозы и других).
Имеются данные о благоприятном действии унитиола при диабетической полиневропатии. Возможно, это связано с тем, что у больных сахарным диабетом понижено содержание сульфгидрильных групп в крови.
Противопоказан при гиперчувствительности, тяжелых заболеваниях печени, гипертонической болезни.

## Фармакологическое действие
При парентеральном введении быстро всасывается в кровь. Максимальная концентрация достигается через 15-30 мин после внутримышечной инъекции. Экскретируется почками, главным образом в виде продуктов неполного и полного окисления, частично — в неизмененном виде. Прочное связывание димеркапрола с блокаторами сульфгидрильных групп и быстрое выведение образующихся комплексов предупреждает связывание тиоловой группы ферментов и способствует восстановлению ее активности, вследствие чего ослабевают или полностью устраняются симптомы отравления. Увеличивает выведение некоторых катионов (особенно меди и цинка) из металлсодержащих ферментов клеток. У больных с диабетической полинейропатией и вторичным амилоидозом способствует уменьшению болевого синдрома, улучшению состояния периферической нервной системы, нормализации проницаемости капилляров.
Побочным эффектом препарата может быть тошнота, рвота, тахикардия, гипертензия, бледность кожных покровов, головокружение, беспокойство. Все эти явления проходят самостоятельно.

## Передозировка
Симптомы
Одышка, гиперкинез, заторможенность, вялость, оглушение, кратковременные судороги (наступают при превышении рекомендуемой терапевтической дозы более чем в 10 раз).
Лечение
Промывание желудка, прием активированного угля, слабительных препаратов, симптоматическая терапия.